# Chris Jent
Christopher Matthew "Chris" Jent (ur. 11 stycznia 1970 w Orange) – amerykański koszykarz występujący na pozycjach rzucającego obrońcy oraz niskiego skrzydłowego, mistrz NBA z 1994 roku, po zakończeniu kariery zawodniczej trener koszykarski. Obecnie asystent trenera w zespole Los Angeles Lakers.
Przed sezonem 2022/2023 został asystentem trenera Los Angeles Lakers.

## Osiągnięcia
Na podstawie, o ile nie zaznaczono inaczej.
NCAA
- Uczestnik:
  - NCAA Elite Eight (1992)
  - NCAA Sweet Sixteen (1991, 1992)
  - turnieju NCAA (1990–1992)
- Mistrz sezonu regularnego Big 10 (1991, 1992)

Drużynowe
- Mistrz:
  -  NBA (1994)[4]
  - USBL (1997)
- Awans do włoskiej Serie A2 (1996)

Indywidualne
- Uczestnik meczu gwiazd CBA (1994)[5]
- Zaliczony do I składu debiutantów CBA (1993)[5]

Reprezentacja
- Mistrz Ameryki (1993)[5]

Trenerskie
Jako asystent
- Wicemistrz NBA (2007)
- Mistrz:
  - turnieju konferencji Big 10 (2013)
  - sezonu regularnego Big 10 (2012)
- Uczestnik rozgrywek NCAA Sweet Sixteen (2012, 2013)